# Lunzuafälle
Die Lunzuafälle des Flusses Lunzua, der in das Südende des Tanganjikasees mündet, liegen in der Nordprovinz von Sambia. 

## Beschreibung
Die Lunzuafälle liegen 20 Kilometer von Mbala in Richtung Mpulungu und 30 Kilometer durch den Busch über das Dorf Chitimbwe. Sie sind vergleichsweise unbekannt. Mit 100 m Fallhöhe über eine Distanz von fünf Flusskilometern, also einer ganzen Reihe von Wasserfällen, sind sie zusammen mit den nahen, wesentlich bekannteren Kalambo-Fällen mit 221 m direkter Fallhöhe und Eintritt einen Besuch wert. Am Anfang der Fälle wurde mittlerweile der Abzweig für ein am Ende liegendes Laufwasserkraftwerk installiert.